# Vollsjö församling
Vollsjö församling är en församling i Ljunits, Herrestads, Färs och Österlens kontrakt i Lunds stift. Församlingen ligger i Sjöbo kommun i Skåne län och utgör ett eget pastorat.

## Administrativ historik
Församlingen återbildades 2010 genom sammanslagning av Fränninge-Vollsjö församling och Östra Kärrstorps församling och församlingen utgör sedan dess ett eget pastorat.

## Kyrkor
- Brandstads kyrka
- Fränninge kyrka
- Vollsjö kyrka
- Östra Kärrstorps kyrka
- Öveds kyrka